# پارک جی یونگ (بازیگر)
این یک نام کره‌ای است؛ نام خانوادگی پارک است.
پارک جی یونگ (کره‌ای: 박지영؛ زادهٔ ۲۵ ژانویه ۱۹۶۹) بازیگر اهل کره جنوبی است. او در مجموعه‌های تلویزیونی همچون زنی که هنوز قصد ازدواج دارد (۲۰۱۰)، فراری از چوسان (۲۰۱۳)، حسادت آشکار (۲۰۱۶)، عاشقان ماه (۲۰۱۶)، و سرآستین قرمز (۲۰۲۱) حضور پیدا کرده‌است.

## فیلم‌شناسی

### مجموعه تلویزیونی
| سال  | عنوان                       | نقش            | شبکه     | توضیحات       |
| ---- | --------------------------- | -------------- | -------- | ------------- |
| ۲۰۰۰ | عشق مرد سخت                 | به سانگ ران    | کی‌بی‌اس   |               |
| ۲۰۰۱ | تئاتر شرقی                  | به کو جا       | کی‌بی‌اس   |               |
| ۲۰۰۳ | عشق کامل                    |                | اس‌بی‌اس   |               |
| ۲۰۰۴ | سرزمین                      | مادر ایمی      | اس‌بی‌اس   |               |
| ۲۰۰۸ | چطوری؟                      | کیم یونگ ئه    | ام‌بی‌سی   |               |
| ۲۰۱۰ | زنی که هنوز قصد ازدواج دارد | چوی سانگ می    | ام‌بی‌سی   |               |
| ۲۰۱۱ | رومنس تاون                  | اوه هیون جو    | کی‌بی‌اس   |               |
| ۲۰۱۳ | فراری از چوسان              | ملکه مون‌جونگ   | کی‌بی‌اس   | [ ۲ ]         |
| ۲۰۱۴ | اشک بهشت                    | یو سو کیونگ    | ام‌بی‌ان   | [ ۳ ]         |
| ۲۰۱۶ | حسادت آشکار                 | بانگ جا یونگ   | اس‌بی‌اس   | [ ۴ ]         |
| ۲۰۱۶ | عاشقان ماه                  | ملکه یو        | اس‌بی‌اس   |               |
| ۲۰۱۷ | دروغگو و معشوقه‌اش           | یو هیون جونگ   | تی‌وی‌ان   |               |
| ۲۰۱۷ | نجاتم بده                   | کانگ اون شیل   | اوسی‌ان   |               |
| ۲۰۱۷ | تحریف                       | چا یون سو      | اس‌بی‌اس   |               |
| ۲۰۱۸ | تابه عشق                    | چا سول جا      | اس‌بی‌اس   | [ ۵ ]         |
| ۲۰۱۹ | دکتر کارآگاه                | گونگ ایل سون   | اس‌بی‌اس   |               |
| ۲۰۱۹ | وی‌آی‌پی                      | ها ته-یونگ     | اس‌بی‌اس   |               |
| ۲۰۲۰ | وقتی که زیباترین بودم       | کیم یون دا     | ام‌بی‌سی   |               |
| ۲۰۲۱ | دراما فستا – Off Route      | کانگ کیونگ ئه  | جی‌تی‌بی‌سی | درام تک قسمتی |
| ۲۰۲۱ | گمشده                       | آه ران         | جی‌تی‌بی‌سی | [ ۶ ]         |
| ۲۰۲۱ | سرآستین قرمز                | بانوی دربار جو | ام‌بی‌سی   | [ ۷ ]         |